# Woodward County
Woodward County ist ein County im Bundesstaat Oklahoma der Vereinigten Staaten. Der Verwaltungssitz (County Seat) ist Woodward. Das U.S. Census Bureau hat bei der Volkszählung 2020 eine Einwohnerzahl von 20.470 ermittelt.

## Geographie
Das County liegt im Nordwesten von Oklahoma, ist im Norden etwa 30 km von Kansas, im Westen etwa 35 km von Texas entfernt und hat eine Fläche von 3227 Quadratkilometern, wovon 10 Quadratkilometer Wasserfläche sind. Es grenzt im Uhrzeigersinn an folgende Countys: Woods County, Major County, Dewey County, Ellis County und Harper County.
Im Woodward County liegt der Alabaster Caverns State Park.

## Geschichte
Woodward County wurde 1893 als Original-County aus Teilen des Cherokee Outlet gebildet. Nachdem es provisorisch den Namen County N getragen hatte, wurde es nach einer Station der Santa Fe Railway Company benannt, die ihren Namen wiederum nach einem ihrer Direktoren, B.W. Woodward hatte. Besiedelt wurde das County durch weiße Siedler während der vierten offiziellen Land-Besitznahme (Oklahoma Land Run) vom 16. September 1893.
Fünf Bauwerke und Stätten des Countys sind im National Register of Historic Places (NRHP) eingetragen (Stand 7. Juni 2018).

## Demografische Daten

Alterspyramide des Woodward County

Nach der Volkszählung im Jahr 2000 lebten im Woodward County 18.486 Menschen in 7.141 Haushalten und 5.077 Familien. Die Bevölkerungsdichte betrug 6 Einwohner pro Quadratkilometer. Ethnisch betrachtet setzte sich die Bevölkerung zusammen aus 92,23 Prozent Weißen, 1,10 Prozent Afroamerikanern, 2,07 Prozent amerikanischen Ureinwohnern, 0,48 Prozent Asiaten, 0,02 Prozent Bewohnern aus dem pazifischen Inselraum und 2,5 Prozent stammten aus anderen ethnischen Gruppen und 1,60 Prozent stammten von zwei oder mehr Ethnien ab. 4,85 Prozent der Bevölkerung waren spanischer oder lateinamerikanischer Abstammung.
Von den 7.141 Haushalten hatten 33,1 Prozent Kinder unter 18 Jahre, die im Haushalt lebten. 59,1 Prozent waren verheiratete, zusammenlebende Paare, 8,4 Prozent waren allein erziehende Mütter. 28,9 Prozent waren keine Familien, 25,4 Prozent waren Singlehaushalte und in 11,2 Prozent der Haushalte lebten Menschen im Alter von 65 Jahren oder darüber. Die durchschnittliche Haushaltsgröße betrug 2,48 und die durchschnittliche Familiengröße betrug 2,96 Personen.
25,8 Prozent der Bevölkerung waren unter 18 Jahre alt, 9,3 Prozent zwischen 18 und 24, 27,6 Prozent zwischen 25 und 44, 23,2 Prozent zwischen 45 und 64 und 14,2 Prozent waren 65 Jahre oder älter. Das Durchschnittsalter betrug 37 Jahre. Auf 100 weibliche Personen kamen 99,9 männliche Personen. Auf 100 Frauen im Alter von 18 Jahren oder darüber kamen 100,5 Männer.
Das jährliche Durchschnittseinkommen eines Haushalts betrug 33.581 USD und das durchschnittliche Einkommen einer Familie betrug 39.916 USD. Männer hatten ein durchschnittliches Einkommen von 28.750 USD gegenüber den Frauen mit 19.756 USD. Das Prokopfeinkommen betrug 16.734 USD. 8,7 Prozent der Familien und 12,5 Prozent der Bevölkerung lebten unterhalb der Armutsgrenze.